# Tratado de Küçük Kaynarca

Cambios territoriales debidos al tratado. En el centro, el Kanato de Crimea, que se independizó. A izquierda y derecha, las tierras otomanas obtenidas por Rusia.

El Tratado de Küçük Kaynarca (también deletreado Kuchuk Kainarji) fue firmado el 21 de julio de 1774 en Küçük Kaynarca, Dobruya (en la actualidad, Kaynardzha en la provincia de Silistra, Bulgaria) entre el Imperio ruso, representado por el mariscal de campo Piotr Rumiántsev, y el Imperio otomano, tras la derrota de este último en la guerra ruso-turca de 1768-1774, no sólo se ceden los territorios de Rumanía y el Janato de Crimea (no Crimea propiamente dicha), sino que Rusia también obtiene el derecho a construir una iglesia ortodoxa griega en Estambul, autoproclamándose protectora de la comunidad ortodoxa griega otomana, como pretexto para frecuentes y numerosas intervenciones en las décadas siguientes. Los cristianos otomanos comenzaron a sentirse más empoderados a medida que las potencias europeas y cristianas demostraban su creciente influencia y poder político. El acceso a las redes políticas, los mercados y las instituciones educativas de Europa creó un privilegio de clase para los cristianos otomanos, y los estudiosos suelen considerar el tratado como un punto de inflexión en las relaciones entre los cristianos otomanos y las naciones europeas.

## Resultado
El tratado fue, de lejos, el golpe más humillante para el antaño poderoso Estado otomano. Este cedió a Rusia la parte de la región Yedisán entre los ríos Dniéper y Bug Meridional. Este territorio incluía el puerto de Jersón y permitió al Imperio ruso acceder directamente al mar Negro. Asimismo, el tratado otorgó a Rusia los puertos crimeos de Kerch, Yeni-Kale y la región de Kabardino-Balkaria en el Cáucaso.
El aspecto más significativo del tratado para la historia naval es que dio a Rusia acceso a puertos de aguas cálidas y paso a través de los Dardanelos.

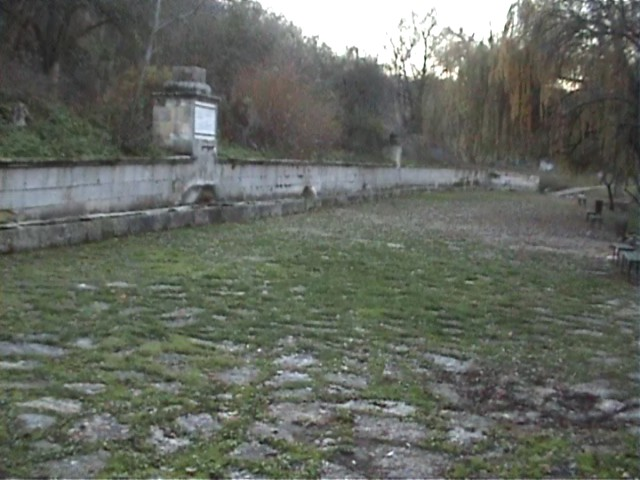
Kaynardzha, lugar donde se produjo la firma del tratado.

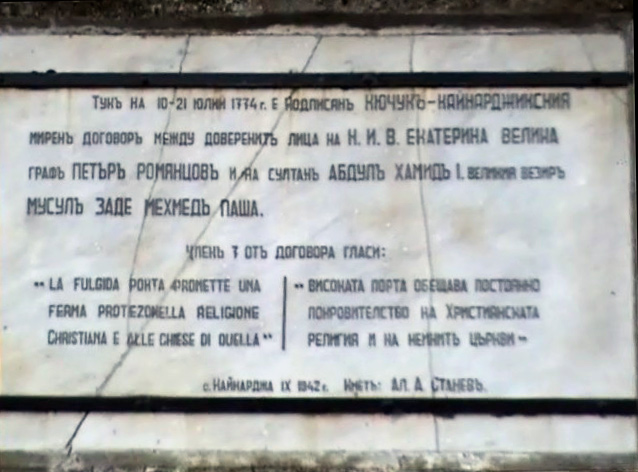
"Aquí, el 21 de julio de 1774, se firmó el Tratado de Küçük Kaynarca entre los representantes de Catalina la Grande, el conde Piotr Rumiántsev, y el representante del sultán Abdul Hamid I, el gran visir Muhsinzade Mehmed Pasha. La cláusula 7 del tratado dice lo siguiente: "La Sublime Puerta promete protección permanente a la religión cristiana y a sus iglesias."

Los otomanos también perdieron el Kanato de Crimea, por lo que se vieron forzados a concederle la independencia. El Kanato, aunque nominalmente independiente, dependía de Rusia y fue formalmente anexado al Imperio ruso en 1783 como óblast de Táurida. El tratado también concedía a Rusia varios ítems no-geográficos. Así, eliminó las restricciones sobre el acceso ruso al mar de Azov (el Tratado de Belgrado de 1739 había otorgado a Rusia territorio adyacente al mar de Azov, pero había prohibido la fortificación del área o el uso del mar para transporte de mercancías).
También otorgó a Rusia algunos derechos económicos y políticos en el Imperio otomano, tales como permiso a los cristianos ortodoxos otomanos a navegar con bandera de Rusia y proveer para la construcción de una iglesia ortodoxa rusa en Estambul (que nunca fue construida). Por otra parte, Rusia interpretó el tratado como que le daba derecho a proteger a los cristianos ortodoxos en el Imperio, en particular usando esta prerrogativa en los principados danubianos de Moldavia y Valaquia para intervenir durante el gobierno de los fanariotas y después de la Guerra de independencia de Grecia. A su vez, el tratado concedió al califa otomano el derecho a proteger a los musulmanes en Rusia, como aquellos que vivían en Crimea. Esta fue la primera vez que el poder del califa otomano fue ejercitado fuera de los límites del Imperio otomano y que fue ratificado por una potencia europea.
El tratado permitió además la cesión de la Bucovina, parte del Principado de Moldavia (vasallo otomano) al Imperio Habsburgo.